# Tim Stauffer
Pour les articles homonymes, voir Stauffer.
Timothy James Stauffer (né le 2 juin 1982 à Portland, Maine, États-Unis) est un ancien lanceur droitier de la Ligue majeure de baseball.

## Carrière

### Padres de San Diego
Tim Stauffer est le choix de première ronde des Padres de San Diego en 2003. Il est le quatrième joueur sélectionné au total cette année-là par un club du baseball majeur. Stauffeur souffre à ce moment d'une blessure à l'épaule, mais les Padres le mettent tout de même sous contrat. Ils lui accordent cependant un boni à la signature moins élevé que la normale.
Stauffer fait ses débuts dans les majeures avec San Diego le 11 mai 2005. Quatorze de ses quinze sorties sont comme lanceur partant. À sa première rencontre, il mène les Padres à la victoire à Cincinnati et décroche son premier gain en carrière. 
Le lanceur droitier ne joue que trois parties avec San Diego en 2006 et 2007 et est entièrement absent du jeu en 2008. Il revient dans les grandes ligues en 2009, effectuant 14 départs pour les Padres. Il affiche un dossier-victoires défaites perdant (4-7) mais maintient une moyenne de points mérités de 3,58 en 73 manches au monticule.
En 2010, Stauffer est davantage utilisé comme lanceur de relève que comme partant : 25 de ses 32 parties jouées le sont dans ce rôle. En 82 manches et deux tiers lancées, il présente une impressionnante moyenne de points mérités de seulement 1,85. Il est crédité de six victoires, contre cinq défaites.
De retour dans la rotation de partants, Stauffer débute 31 parties des Padres en 2011. Il remporte 9 victoires contre 12 défaites avec une moyenne de points mérités de 3,73. Il ne joue qu'un match avec le club en 2012. Il signe un nouveau contrat, des ligues mineures cette fois, avec les Padres le 29 janvier 2013.
En 9 saisons chez les Padres, Stauffer maintient une moyenne de points mérités de 3,87 en 575 manches lancées, avec 32 victoires, 34 défaites et 435 retraits sur des prises. Il effectue 73 départs et 110 apparitions en relève.

### Twins du Minnesota
Le 23 décembre 2014, Tim Stauffer signe un contrat d'une saison à 2,2 millions de dollars avec les Twins du Minnesota. Minnesota le laisse tomber le 17 juin 2015, alors qu'il a accordé 11 points mérités en 15 manches pour une moyenne de 6,60 en 13 parties jouées.

### Mets de New York
Stauffer signe un contrat avec les Mets de New York le 1er août 2015, est assigné aux ligues mineures et effectue 5 présences au monticule en fin d'année, accordant 5 points mérités en 5 manches et deux tiers. Il n'est pas sur l'effectif des Mets pendant les séries éliminatoires qui suivent.

### Diamondbacks de l'Arizona
Le 11 décembre 2015, il signe un contrat des ligues mineures avec les Diamondbacks de l'Arizona. Il est libéré de ce contrat le 28 mars 2016, à quelques jours du début d'une nouvelle saison.

## Statistiques
| Saison | Équipe    | G  | GS | CG | SHO | V  | D  | SV | IP    | SO  | ERA   |
| ------ | --------- | -- | -- | -- | --- | -- | -- | -- | ----- | --- | ----- |
| 2005   | San Diego | 15 | 14 | 0  | 0   | 3  | 6  | 0  | 81.0  | 49  | 5,33  |
| 2006   | San Diego | 1  | 1  | 0  | 0   | 1  | 0  | 0  | 6.0   | 2   | 1,50  |
| 2007   | San Diego | 2  | 2  | 0  | 0   | 0  | 1  | 0  | 7.2   | 6   | 21,13 |
| 2009   | San Diego | 14 | 14 | 0  | 0   | 4  | 7  | 0  | 73.0  | 53  | 3,58  |
| 2010   | San Diego | 32 | 7  | 0  | 0   | 6  | 5  | 0  | 82.2  | 61  | 1,85  |
| Totaux | Totaux    | 64 | 38 | 0  | 0   | 14 | 19 | 0  | 250.1 | 171 | 4,06  |

Note : G = Matches joués ; GS = Matches comme lanceur partant ; CG = Matches complets ; SHO = Blanchissages ; 
V = Victoires ; D = Défaites ; SV = Sauvetages ; IP = Manches lancées ; SO = Retraits sur des prises ; ERA = Moyenne de points mérités.